# Superliga Profesional de Baloncesto 2022
La temporada 2022 de la Superliga Profesional de Baloncesto fue la 1.ª edición de la máxima competición del baloncesto masculino de clubes venezolanos.
El partido inaugural lo protagonizaron los equipos de Cocodrilos de Caracas y Marinos de Anzoátegui, a las 7 de la noche en el Gimnasio José Beracasa.
La ronda regular se jugó desde el 8 de julio al 20 de septiembre, el Juego de las Estrellas se disputó el 13 de agosto, y el inicio de la postemporada fue el 22 de septiembre y culminó el 27 de octubre con la victoria de Trotamundos de Carabobo ante Cocodrilos de Caracas.
A mitad de temporada, Taurinos de Aragua fue descalificado del torneo al no presentarse a disputar las jornadas del 20 y 22 de agosto. Por tal motivo, la liga tomó la decisión de aplicar lo establecido en la regla FIBA en el artículo 20.2.3 que establece: “Si un equipo pierde un segundo partido por incomparecencia en un torneo, el conjunto será descalificado y se anularan los resultados de los partidos en que haya participado”.

## Equipos participantes

### Información de los equipos
| Conferencia Occidental | Conferencia Occidental  | Conferencia Occidental      | Conferencia Occidental | Conferencia Occidental                  | Conferencia Occidental | Conferencia Occidental |
| División               | Equipo                  | Ciudad                      | Entrenador             | Pabellón                                | Capacidad              | Fundado                |
| ---------------------- | ----------------------- | --------------------------- | ---------------------- | --------------------------------------- | ---------------------- | ---------------------- |
| Sur                    | Broncos de Caracas      | Caracas, MIR                | Manuel Berroterán      | Gimnasio José Joaquín Papá Carrillo     | 3500                   | 2016                   |
| Sur                    | Llaneros de Guárico     | San Juan de los Morros, GUA | Iván García            | Domo Olímpico de San Juan de los Morros | 5500                   | 2018                   |
| Sur                    | Piratas de La Guaira    | La Guaira, LAG              | Jesús Cordovés         | Domo José María Vargas                  | 8000                   | 2008                   |
| Sur                    | Toros de Aragua         | Maracay, ARA                | Alfredo Madrid         | Gimnasio Rafael Romero Bolívar          | 4200                   | 1974                   |
| Sur                    | Trotamundos de Carabobo | Valencia, CAR               | Néstor Salazar         | Forum de Valencia                       | 10 000                 | 1983                   |
| Oeste                  | Brillantes del Zulia    | Maracaibo, ZUL              | Gustavo García         | Gimnasio Pedro Elias Belisario Aponte   | 4500                   | 2019                   |
| Oeste                  | Centauros de Portuguesa | Guanare, POR                | Alexis Cedres          | Gimnasio Lara Figueroa                  | 2500                   | 2020                   |
| Oeste                  | Gaiteros del Zulia      | Maracaibo, ZUL              | Ibsen Castrillo        | Gimnasio Pedro Elias Belisario Aponte   | 4500                   | 1983                   |
| Oeste                  | Guaros de Lara          | Barquisimeto, LAR           | Yonaiker Ecker         | Domo Bolivariano                        | 10 000                 | 2003                   |
| Oeste                  | Héroes de Falcón        | Punto Fijo, FAL             | Juan Manuel Nardini    | Gimnasio Fenelón Díaz                   | 2000                   | 2021                   |

| Conferencia Oriental | Conferencia Oriental      | Conferencia Oriental | Conferencia Oriental | Conferencia Oriental                | Conferencia Oriental | Conferencia Oriental |
| Grupo                | Equipo                    | Ciudad               | Entrenador           | Pabellón                            | Capacidad            | Fundado              |
| -------------------- | ------------------------- | -------------------- | -------------------- | ----------------------------------- | -------------------- | -------------------- |
| Norte                | Cocodrilos de Caracas     | Caracas, D. C.       | Carl Herrera         | Gimnasio José Beracasa              | 6100                 | 1990                 |
| Norte                | Spartans Distrito Capital | Caracas, MIR         | Leandro Hiriart      | Gimnasio José Joaquín Papá Carrillo | 3500                 | 2019                 |
| Norte                | Supersónicos de Miranda   | Caracas, MIR         | José Gallardo        | Gimnasio José Joaquín Papá Carrillo | 3500                 | 2020                 |
| Norte                | Taurinos de Aragua        | Maracay, ARA         | Giovanni Rivera      | Gimnasio cubierto Mauricio Johnson  | 3000                 | 2021                 |
| Este                 | Cangrejeros de Monagas    | Maturín, MON         | Daniel Centeno       | Gimnasio Gilberto Roque Morales     | 3500                 | 2013                 |
| Este                 | Gigantes de Guayana       | Ciudad Guayana, BOL  | Manuel Povea         | Gimnasio Hermanas González          | 3000                 | 2008                 |
| Este                 | Gladiadores de Anzoátegui | Puerto La Cruz, ANZ  | Nelson Solórzano     | Gimnasio Luis Ramos                 | 5500                 | 2019                 |
| Este                 | Guaiqueríes de Margarita  | La Asunción, NUE     | Pablo Favarel        | Gimnasio Ciudad de La Asunción      | 10 000               | 1977                 |
| Este                 | Marinos de Anzoátegui     | Puerto La Cruz, ANZ  | Henry Paruta         | Gimnasio Luis Ramos                 | 5500                 | 1976                 |

### Cambios de entrenadores
| Equipo                    | Entrenador     | Fecha de vacante     | Tipo de salida | Entrenador entrante | Fecha de nombramiento |
| ------------------------- | -------------- | -------------------- | -------------- | ------------------- | --------------------- |
| Piratas de La Guaira      | Ariel Amarillo | 22 de julio de 2022  | Destitución    | Jesús Cordovés      | 23 de julio de 2022   |
| Gaiteros del Zulia        | Richi González | 27 de julio de 2022  | Dimisión       | Ibsen Castrillo     | 1 de agosto de 2022   |
| Brillantes del Zulia      | José Morales   | 29 de julio de 2022  | Destitución    | Gustavo García      | 29 de julio de 2022   |
| Spartans Distrito Capital | Jorge Arrieta  | 1 de agosto de 2022  | Destitución    | Leandro Hiriart     | 3 de agosto de 2022   |
| Supersónicos de Miranda   | Lucas Zurita   | 22 de agosto de 2022 | Destitución    | José Gallardo       | 22 de agosto de 2022  |

## Sistema de competición
En la Superliga Profesional de Baloncesto participan diecinueve equipos, los cuales fueron divididos en dos conferencias de acuerdo a la proximidad geográfica de los mismos. Inicialmente el torneo contempló la participación de veinte equipos, pero a última hora el conjunto de Diablos de Miranda solicitó un «año sabático» y pidió no participar. Debido a esto, la Conferencia Oriental está conformada por dos grupos, uno de cuatro (4) y otro de cinco (5), mientras que la Conferencia Occidental alberga dos grupos de cinco equipos cada uno. En la Conferencia Oriental cada equipo disputará 24 partidos en la ronda regular: 12 duelos de local y 12 en condición de visitante, mientras que en la Occidental serán 26 partidos, 13 de local y 13 de visitante. Los equipos en fase regular solo enfrentarán a los conjuntos con los que comparte conferencia.
Clasifican a cuartos de final los dos (2) mejores equipos de cada grupo en donde se enfrentarán en una serie al mejor de siete (7) partidos. En la semifinal se jugará una serie al mejor de siete (7) partidos en donde se definirá el campeón de conferencia. La final la disputarán de ambas conferencias en una serie al mejor de siete (7) partidos.
A su vez, cada equipo debe contar obligatoriamente con un jugador importado en su plantilla y el mismo debe estar en el quinteto abridor. Igualmente cada equipo cuenta con un máximo de tres jugadores extranjeros. A su vez, los equipos podrán contar con un cuarto importado a partir de la fecha que determine la FVB para el inicio de la concentración de la selección de Venezuela de cara a la cuarta ventana de la clasificación de FIBA Américas para la Copa Mundial de Baloncesto de 2023. Por otra parte, entre los 12 jugadores inscritos para cada encuentro, debe estar un jugador sub-23 por equipo.

## Temporada regular
La temporada regular comenzó el 8 de julio, y finalizó el 20 de septiembre de 2022.
| División Sur                | G  | P  | PCT  | PV   |
| --------------------------- | -- | -- | ---- | ---- |
| c – Trotamundos de Carabobo | 20 | 3  | .870 | —    |
| y – Broncos de Caracas      | 16 | 10 | .615 | 5.5  |
| Piratas de La Guaira        | 12 | 14 | .462 | 9.5  |
| Llaneros de Guárico         | 11 | 14 | .440 | 10.0 |
| Toros de Aragua             | 2  | 20 | .091 | 17.5 |

| División Oeste              | G  | P  | PCT  | PV   |
| --------------------------- | -- | -- | ---- | ---- |
| c – Centauros de Portuguesa | 18 | 5  | .783 | —    |
| y – Brillantes del Zulia    | 15 | 9  | .625 | 3.5  |
| Héroes de Falcón            | 11 | 14 | .440 | 8.0  |
| Guaros de Lara              | 11 | 14 | .440 | 8.0  |
| Gaiteros del Zulia          | 5  | 18 | .217 | 13.0 |

| División Norte              | G  | P  | PCT  | PV  |
| --------------------------- | -- | -- | ---- | --- |
| c – Cocodrilos de Caracas   | 14 | 4  | .778 | —   |
| y – Supersónicos de Miranda | 9  | 9  | .500 | 5.0 |
| Spartans Distrito Capital   | 7  | 11 | .389 | 7.0 |
| * – Taurinos de Aragua      | 0  | 0  | —    | —   |

| División Este                 | G  | P  | PCT  | PV   |
| ----------------------------- | -- | -- | ---- | ---- |
| c – Guaiqueríes de Margarita  | 15 | 7  | .682 | —    |
| y – Gladiadores de Anzoátegui | 15 | 7  | .682 | —    |
| Gigantes de Guayana           | 14 | 8  | .636 | 1.0  |
| Cangrejeros de Monagas        | 4  | 18 | .182 | 11.0 |
| Marinos de Anzoátegui         | 4  | 18 | .182 | 11.0 |

Notas
- c – Campeón de división.
- y – Clasificado a postemporada.
- * – Descalificado del torneo.[1]

## Juego de las Estrellas
| 13 de agosto de 2022 | Criollos                                                    | 131–114                               | Importados                                                        |                                                          |  |
| 6:00 pm HLV          | Parciales: 27-30, 28–26, 30-27, 46-31                       | Parciales: 27-30, 28–26, 30-27, 46-31 | Parciales: 27-30, 28–26, 30-27, 46-31                             |                                                          |  |
|                      | Estadísticas Anthony Pérez 46 Luis Duarte 27 Edson Tovar 15 | Pts                                   | Estadísticas LaGerald Vick 16 Gelvis Solano 15 Keron DeShields 13 | Pabellón: Poliedro de Caracas, Caracas, Distrito Capital |  |

## Postemporada
|  | Cuartos de final                | Cuartos de final                | Cuartos de final                |                          |                         | Semifinales             | Semifinales     | Semifinales     |  |                         | Final                   | Final            | Final            |  |
|  | 22 de septiembre - 2 de octubre | 22 de septiembre - 2 de octubre | 22 de septiembre - 2 de octubre |                          |                         | 5-16 de octubre         | 5-16 de octubre | 5-16 de octubre |  |                         | 19-27 de octubre        | 19-27 de octubre | 19-27 de octubre |  |
|  |                                 |                                 |                                 |                          |                         |                         |                 |                 |  |                         |                         |                  |                  |  |
|  |                                 |                                 |                                 |                          |                         |                         |                 |                 |  |                         |                         |                  |                  |  |
|  | Trotamundos de Carabobo         | Trotamundos de Carabobo         | 4                               |                          |                         |                         |                 |                 |  |                         |                         |                  |                  |  |
|  | Trotamundos de Carabobo         | Trotamundos de Carabobo         | 4                               |                          |                         |                         |                 |                 |  |                         |                         |                  |                  |  |
|  | Brillantes del Zulia            | Brillantes del Zulia            | 2                               |                          |                         |                         |                 |                 |  |                         |                         |                  |                  |  |
|  | Brillantes del Zulia            | Brillantes del Zulia            | 2                               |                          | Trotamundos de Carabobo | Trotamundos de Carabobo | 4               |                 |  |                         |                         |                  |                  |  |
|  | Conferencia Occidental          |                                 |                                 |                          | Trotamundos de Carabobo | Trotamundos de Carabobo | 4               |                 |  |                         |                         |                  |                  |  |
|  |                                 |                                 | Centauros de Portuguesa         | Centauros de Portuguesa  | 2                       |                         |                 |                 |  |                         |                         |                  |                  |  |
|  | Centauros de Portuguesa         | Centauros de Portuguesa         | Centauros de Portuguesa         | Centauros de Portuguesa  | 2                       | 4                       |                 |                 |  |                         |                         |                  |                  |  |
|  | Centauros de Portuguesa         | Centauros de Portuguesa         |                                 |                          |                         |                         |                 |                 |  |                         |                         |                  |                  |  |
|  | Broncos de Caracas              | Broncos de Caracas              | 1                               |                          |                         |                         |                 |                 |  |                         |                         |                  |                  |  |
|  | Broncos de Caracas              | Broncos de Caracas              | 1                               |                          |                         |                         |                 |                 |  | Trotamundos de Carabobo | Trotamundos de Carabobo | 4                |                  |  |
|  |                                 |                                 |                                 |                          |                         |                         |                 |                 |  | Trotamundos de Carabobo | Trotamundos de Carabobo | 4                |                  |  |
|  |                                 |                                 | Cocodrilos de Caracas           | Cocodrilos de Caracas    | 1                       |                         |                 |                 |  |                         |                         |                  |                  |  |
|  | Cocodrilos de Caracas           | Cocodrilos de Caracas           | Cocodrilos de Caracas           | Cocodrilos de Caracas    | 1                       | 4                       |                 |                 |  |                         |                         |                  |                  |  |
|  | Cocodrilos de Caracas           | Cocodrilos de Caracas           |                                 |                          |                         |                         |                 |                 |  |                         |                         |                  |                  |  |
|  | Gladiadores de Anzoátegui       | Gladiadores de Anzoátegui       | 2                               |                          |                         |                         |                 |                 |  |                         |                         |                  |                  |  |
|  | Gladiadores de Anzoátegui       | Gladiadores de Anzoátegui       | 2                               |                          | Cocodrilos de Caracas   | Cocodrilos de Caracas   | 4               |                 |  |                         |                         |                  |                  |  |
|  | Conferencia Oriental            |                                 |                                 |                          | Cocodrilos de Caracas   | Cocodrilos de Caracas   | 4               |                 |  |                         |                         |                  |                  |  |
|  |                                 |                                 | Guaiqueríes de Margarita        | Guaiqueríes de Margarita | 3                       |                         |                 |                 |  |                         |                         |                  |                  |  |
|  | Guaiqueríes de Margarita        | Guaiqueríes de Margarita        | Guaiqueríes de Margarita        | Guaiqueríes de Margarita | 3                       | 4                       |                 |                 |  |                         |                         |                  |                  |  |
|  | Guaiqueríes de Margarita        | Guaiqueríes de Margarita        |                                 |                          |                         |                         |                 |                 |  |                         |                         |                  |                  |  |
|  | Supersónicos de Miranda         | Supersónicos de Miranda         | 2                               |                          |                         |                         |                 |                 |  |                         |                         |                  |                  |  |
|  | Supersónicos de Miranda         | Supersónicos de Miranda         | 2                               |                          |                         |                         |                 |                 |  |                         |                         |                  |                  |  |
|  |                                 |                                 |                                 |                          |                         |                         |                 |                 |  |                         |                         |                  |                  |  |

## Estadísticas

### Líderes estadísticas individuales
| Categoría               | Jugador            | Equipo                    | Estadística |
| ----------------------- | ------------------ | ------------------------- | ----------- |
| Puntos por partido      | Sheldon Mac        | Gladiadores de Anzoátegui | 23.6        |
| Rebotes por partido     | Jonathan Araujo    | Centauros de Portuguesa   | 11.9        |
| Asistencias por partido | Sebastián Mignani  | Llaneros de Guárico       | 6.6         |
| Robos por partido       | Garly Sojo         | Broncos de Caracas        | 3.0         |
| Tapones por partido     | Ater Majok         | Piratas de La Guaira      | 3.6         |
| Pérdidas por partido    | Sebastián Mignani  | Llaneros de Guárico       | 4.4         |
| Minutos por partido     | Morakinyo Williams | Gaiteros del Zulia        | 36.5        |
| % Tiros de campo        | Devon Collier      | Gladiadores de Anzoátegui | 59.1%       |
| % Tiros libres          | George Williams    | Marinos de Anzoátegui     | 86.4%       |
| % Triples               | Alexander Morillo  | Piratas de La Guaira      | 43.0%       |

Actualizado al final de la temporada.

## Premios

### Reconocimientos individuales
| Premio                             | Ganador |
| ---------------------------------- | --- |
| Jugador ejemplar del año           | Harold Cazorla (Gigantes de Guayana) |
| Equipo ejemplar del año            | Spartans Distrito Capital |
| Regreso del año                    | Anthony Pérez (Gladiadores de Anzoátegui) |
| Sexto hombre del año               | Elder Giménez (Piratas de La Guaira) |
| Jugador defensivo del año          | Jonathan Araujo (Centauros de Portuguesa) |
| Jugador joven del año              | Edson Tovar (Toros de Aragua) |
| Novato del año                     | Edson Tovar (Toros de Aragua) |
| Progreso del año                   | Fernando Fuenmayor (Brillantes del Zulia) |
| Director técnico del año           | Alexis Cedres (Centauros de Portuguesa) |
| Quinteto ideal del año             | Kelvin Peña, B, (Centauros de Portuguesa) Melvin Johnson, E, (Guaiqueríes de Margarita) Garly Sojo, A, (Broncos de Caracas) Néstor Colmenares, AP, (Trotamundos de Carabobo) Jonathan Araujo, P, (Centauros de Portuguesa) |
| Jugador más valioso                | Garly Sojo, A, (Broncos de Caracas) |
| Jugador más valioso de las Finales | Jhornan Zamora, E, (Trotamundos de Carabobo) |

### Jugadores del Mes
Los siguientes jugadores fueron nombrados Jugadores del Mes de las Conferencias Occidental y Oriental.
| Mes    | Conferencia Occidental                      | Conferencia Oriental                        | Ref.  |
| ------ | ------------------------------------------- | ------------------------------------------- | ----- |
| Julio  | Néstor Colmenares (Trotamundos de Carabobo) | Michael Carrera (Gladiadores de Anzoátegui) | [ 5 ] |
| Agosto | Damian Hollis (Piratas de La Guaira)        | Devon Collier (Gladiadores de Anzoátegui)   | [ 6 ] |

### Novatos del Mes
Los siguientes jugadores fueron nombrados Jugadores del Mes de las Conferencias Occidental y Oriental.
| Mes    | Conferencia Occidental        | Conferencia Oriental                   | Ref.  |
| ------ | ----------------------------- | -------------------------------------- | ----- |
| Julio  | Edson Tovar (Toros de Aragua) | Franger Pirela (Marinos de Anzoátegui) | [ 5 ] |
| Agosto | Edson Tovar (Toros de Aragua) | Franger Pirela (Marinos de Anzoátegui) | [ 6 ] |

### Quintetos del Mes
| Julio |
| --- |
| - Kelvin Peña, B, Centauros de Portuguesa - Elyjah Clark, E, Gaiteros del Zulia - Garly Sojo, A, Broncos de Caracas - Néstor Colmenares, AP, Trotamundos de Carabobo - Ater Majok, P, Piratas de La Guaira |

| Agosto |
| --- |
| - Keron DeShields, B, Héroes de Falcón - Musa Abdul-Aleem, E, Broncos de Caracas - Dwayne Davis, A, Trotamundos de Carabobo - Damian Hollis, AP, Piratas de La Guaira - Jonathan Araújo, P, Centauros de Portuguesa |

| Julio |
| --- |
| - Harol Cazorla, B, Gigantes de Guayana - Lysander Bracey, E, Cangrejeros de Monagas - Kostas Vasileiadis, A, Marinos de Anzoátegui - Michael Carrera, AP, Gladiadores de Anzoátegui - Windi Graterol, P, Spartans Distrito Capital |

| Agosto |
| --- |
| - Leandro Vildoza, B, Supersónicos de Miranda - Sheldon Mac, E, Gladiadores de Anzoátegui - Luis Montero, A, Cocodrilos de Caracas - Devon Collier, AP, Gladiadores de Anzoátegui - Windi Graterol, P, Spartans Distrito Capital |